# Na Bon (huyện)
Na Bon (tiếng Thái: นาบอน) là một huyện (amphoe) của tỉnh Nakhon Si Thammarat, miền nam Thái Lan.

## Địa lý
Các huyện giáp ranh (từ phía bắc theo chiều kim đồng hồ) là Chawang, Chang Klang, Thung Song và Thung Yai.
Vườn quốc gia Namtok Yong nằm ở biên giới với huyện Thung Song, bảo vệ khu vực đồi núi thuộc dãy núi Nakhon Si Thammarat và có nhiều thác nước đẹp.

## Lịch sử
Ngày 9/5/1975, hai tambon Na Bon và Thung Song đã được tách ra từ huyện Thung Song và lập tiểu huyện mới (King Amphoe) Na Bon. Ngày 13/6/1981 đơn vị này đã được nâng cấp thành huyện.

## Hành chính
Huyện này được chia thành 3 phó huyện (tambon), các đơn vị này lại được chia ra thành 34 làng (muban). Na Bon là một thị trấn (thesaban tambon) nằm trên một phần của tambon Na Bon. Có 3 Tổ chức hành chính tambon.
| \| STT \| Tên \| Tên tiếng Thái \| Số làng \| Dân số \| \| \| --- \| ---------- \| -------------- \| ------- \| ------ \| \| \| 1. \| Na Bon \| นาบอน \| 14 \| 11.795 \| \| \| 2. \| Thung Song \| ทุ่งสง \| 10 \| 7.751 \| \| \| 3. \| Kaeo Saen \| แก้วแสน \| 10 \| 6.882 \| \| | Map of Tambon |                |         |        |  |
| STT | Tên           | Tên tiếng Thái | Số làng | Dân số |  |
| 1. | Na Bon        | นาบอน          | 14      | 11.795 |  |
| 2. | Thung Song    | ทุ่งสง           | 10      | 7.751  |  |
| 3. | Kaeo Saen     | แก้วแสน         | 10      | 6.882  |  |